# Osteochilus borneensis
 Osteochilus borneensis és una espècie de peix cipriniforme de la família dels ciprínids.

## Morfologia
Els mascles poden assolir els 28,2 cm de longitud total.

## Distribució geogràfica
Es troba a Sumatra i Borneo.